# اندیس بنسپورت
بنسپورت یک اندیس فلزی است که در حوالی شهر داربن استان خراسان قرار دارد و مادهٔ معدنی موجود در آن، منگنز است.  